# Schloss Mupperg

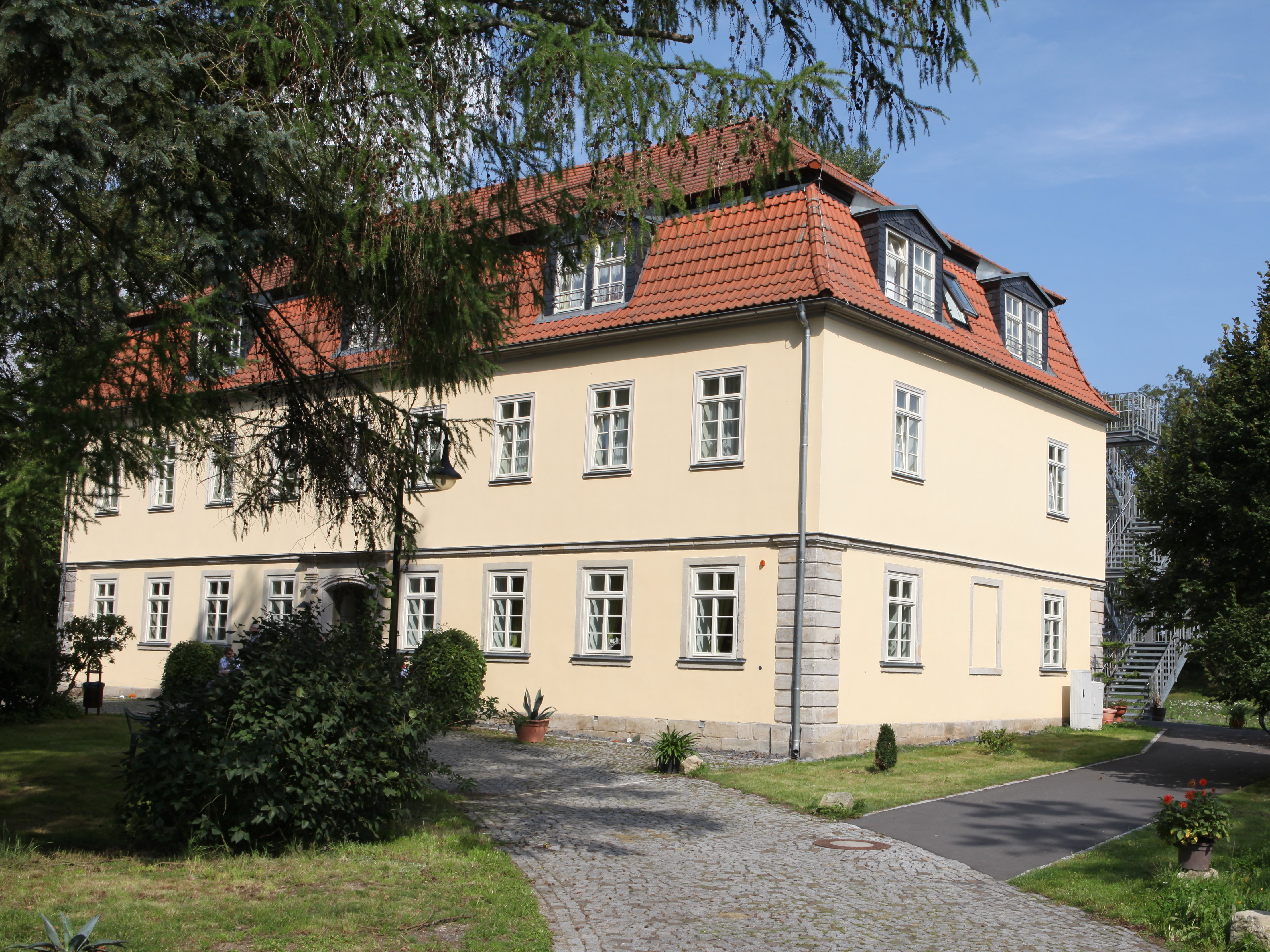
Schloss Mupperg

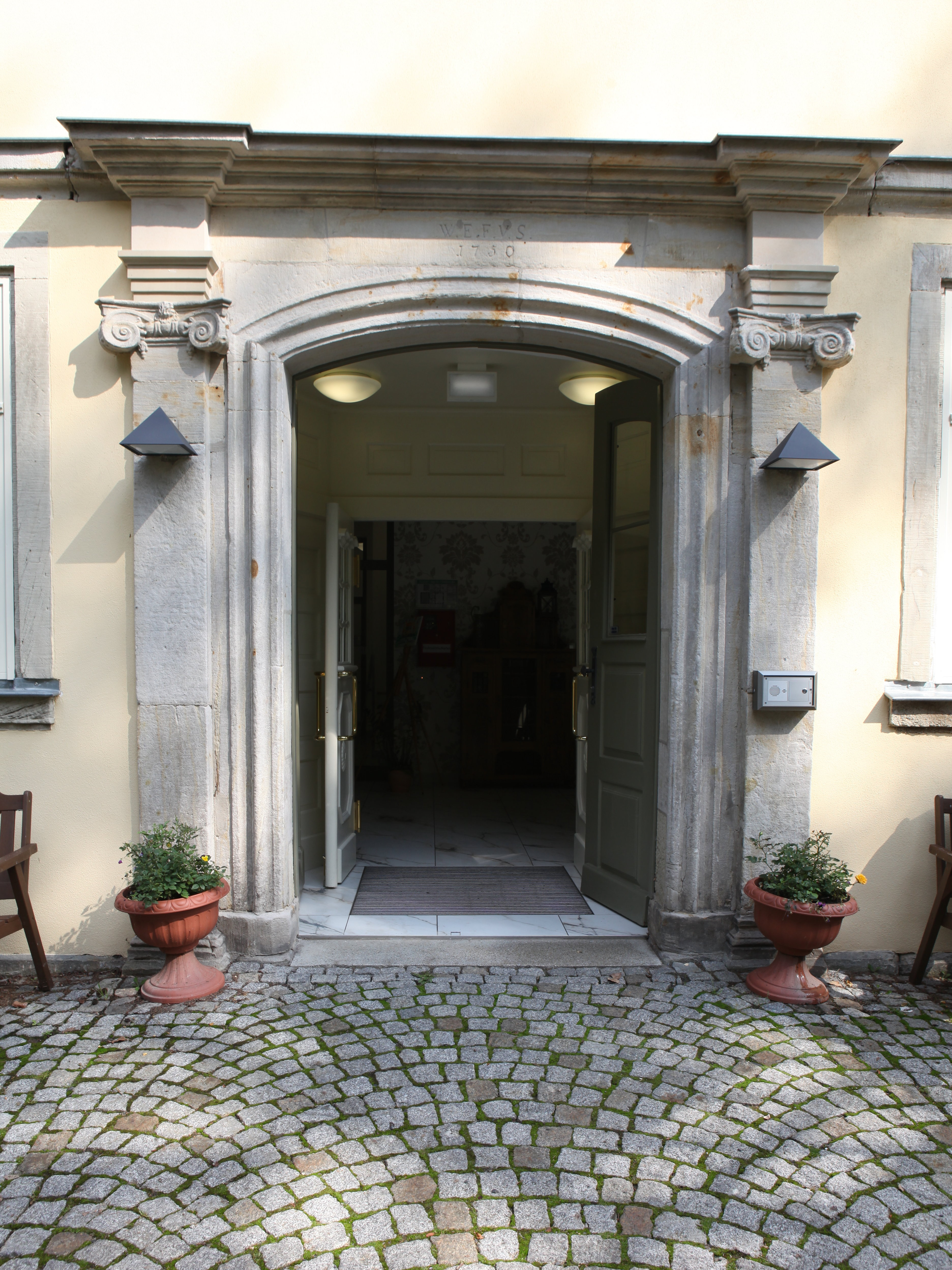
Portal

Das Schloss Mupperg entstand in seiner heutigen Form im Jahr 1750 im südthüringischen Mupperg. Es wird seit 2012 von der Arbeiterwohlfahrt als Seniorenresidenz genutzt.

## Geschichte
In den Jahren 1525/26 ließ sich Christoffel von Schaumberg eine „große steinerne Kemnat“, die durch einen Wassergraben geschützt war, in Mupperg errichten. Die Dorfherrschaft hatte von 1671 bis 1691 Georg Heinrich von Redwitz inne, dem um 1692 Christoph Caspar von Speßhardt folgte. Der Sohn Wilhelm Ernst Friedrich von Speßhardt ließ das alte Wasserschloss 1720 abbrechen. An dessen Stelle entstand 1750 ein neues Schloss, das bis Ende des 19. Jahrhunderts auf drei Seiten von Wasser umgeben war. Nach dem Tod von Bernhard von Speßhardt wurde das Rittergut 1869 verkauft und das Schloss 1871 vom Kreis Sonneberg erworben, der das Gebäude als Kreisarmenhaus nutzte. Anfang des 20. Jahrhunderts erfolgte die Umnutzung als Kreisversorgungsheim. Dazu wurde 1924 im Osten ein Anbau, senkrecht zum Hauptgebäude, errichtet und eine Renovierung durchgeführt. Nach dem Zweiten Weltkrieg hatte das Kreispflegeheim 100 Plätze. In den 1970er Jahren erfolgte ein Umbau und eine Erweiterung des Anbaus. Mitte der 1990er Jahre hatte das Wohn- und Pflegeheim, das von der Arbeiterwohlfahrt übernommen worden war, 80 Plätze. Nach jahrelangem Leerstand ließ die Arbeiterwohlfahrt von 2010 bis 2012 einen Umbau zu einer Seniorenresidenz mit 16 Plätzen durchführen. Dazu wurden die Anbauten abgebrochen und durch einen Neubau auf der Rückseite, parallel zum Hauptgebäude angeordnet, ersetzt.

## Architektur
Das denkmalgeschützte Barockschloss steht in einem Park. Das zweigeschossige Gebäude hat einen rechteckigen Grundriss mit neun mal drei Achsen. Auf einem massiv ausgebildeten Erdgeschoss mit kräftigen Ecklisenen befindet sich ein verputztes Fachwerkgeschoss, das von einem Mansardwalmdach mit Dachgauben abgeschlossen wird. Das Eingangsportal ist in der symmetrisch gestalteten Westfassade in der Gebäudemitte angeordnet. Es wird von ionischen Pilastern flankiert und von einem verkröpften Gurtgesims abgeschlossen. Über dem segmentbogigen Türsturz befindet sich die Inschrift „W. E. F. V. S. / 1750“. Hinter dem Portal liegen die Eingangshalle und das Treppenhaus.